# بركان وولف
بركان وولف ويعرف باسم جبل ويتون، هو أعلى قمة جبلية في جزر غالاباغوس يقع في جزيرة إيزابيلا ويبلغ ارتفاعه 1710. وهو عبارة عن بركان درعي يتميز بشكل وعاء الحساء المقلوب.
سُمي البركان تيمنًا بتيودور وولف، الجيولوجي الألماني الذي درس جزر غالاباغوس في القرن التاسع عشر. كما سُميت جزيرة وولف الواقعة شمال جزر غالاباغوس تيمنًا بهذا الجيولوجي. ارتفاع بركان وولف يجعله قمة بارزة للغاية (قمة ذات بروز طبوغرافي يزيد عن 1500 متر (4900 قدم)).